# Enrico Bertaggia
Enrico Bertaggia, född 19 september 1964 i Noale, är en italiensk racerförare. 

## Racingkarriär
Bertaggia vann det italienska F3-mästerskapet 1987. Han tävlade i formel 3000 1988-1989 och 1993 dock utan några framgångar.
Bertaggia fick chansen i formel 1 då han ersatte Pierre-Henri Raphanel i Coloni då sex lopp återstod säsongen 1989. Han lyckades dock inte förkvalificera sig någon gång. I början av säsongen 1992 skulle han köra för Andrea Moda men någon start blev det inte.

## F1-karriär
| Säsong | Stall/Tillverkare | Poäng | Placering |
| ------ | ----------------- | ----- | --------- |
| 1989   | Coloni-Ford       | 0     | –         |
| 1992   | Andrea Moda-Judd  | 0     | –         |